# Roma Žakaitienė
Roma Žakaitienė, primo voto Dovydėnienė (ur. 2 grudnia 1956 w Szawlach) – litewska polityk, prawnik, działaczka społeczna i związkowa, posłanka na Sejm w latach 1996–2008, minister kultury w latach 2001–2004, od 2006 do 2008 minister edukacji i nauki w rządzie Gediminasa Kirkilasa.

## Życiorys
W 1981 ukończyła studia na Wydziale Prawa Uniwersytetu Wileńskiego. Po ukończeniu studiów pracowała jako konsultant prawny: w latach 1981–1986 w dziecięcym szpitalu klinicznym, w latach 1986–1988 w resorcie sprawiedliwości Litewskiej SRR, a w latach 1988–1990 w zjednoczeniu żywienia publicznego.
W latach 1990–1992 pełniła funkcję wiceprzewodniczącej rady związku zawodowego pracowników spółdzielczości, a od 1992 do 1996 była przewodniczącą związku zawodowego pracowników handlu i spółdzielczości. Reprezentowała litewskie związki zawodowe w organizacjach międzynarodowych.
W 1996, 2000 i 2004 była wybierana do Sejmu jako kandydatka Litewskiej Partii Socjaldemokratycznej. Od 1997 do 2001 pełniła funkcję wiceprzewodniczącej Komisji ds. Europejskich. 12 lipca 2001 objęła stanowisko ministra kultury w pierwszym rządzie Algirdasa Brazauskasa, zachowując je do 14 grudnia 2004.
12 lipca 2006 otrzymała nominację na stanowisko ministra edukacji i nauki w rządzie Gediminasa Kirkilasa. 7 kwietnia 2008 podała się do dymisji w związku z napiętą sytuacją w litewskiej oświacie i krytyką ze strony opozycji. 11 kwietnia prezydent Valdas Adamkus przyjął jej dymisję, zakończyła urzędowanie 27 maja 2008.
W 1997 wstąpiła do Litewskiej Partii Socjaldemokratycznej. W latach 1999–2001 była jej wiceprzewodniczącą. W wyborach parlamentarnych w 2008 bez powodzenia ubiegała się o mandat poselski z ramienia socjaldemokratów.
W 2001 została przewodniczącą litewskiego komitetu UNESCO. W 2008 objęła funkcję dyrektora administracyjnego w Litewskim Stowarzyszeniu Samorządowym.